# Comuna Nucet, Dâmbovița
Nucet (în trecut, Cazaci) este o comună în județul Dâmbovița, Muntenia, România, formată din satele Cazaci, Ilfoveni și Nucet (reședința). Comuna Nucet este situată în partea de S-V a județului Dâmbovița, se află la o altitudine de 202 m și se întinde pe o suprafață de 39 km².

## Așezare
Comuna se află la sud de Târgoviște și este traversată de șoseaua națională DN71 care leagă Târgoviște de București.

## Demografie
Componența etnică a comunei Nucet
     Români (88,41%)
     Romi (1,78%)
     Alte etnii (0%)
     Necunoscută (9,81%)
Componența confesională a comunei Nucet
     Ortodocși (88,41%)
     Alte religii (1,58%)
     Necunoscută (10,01%)
Conform recensământului efectuat în 2021, populația comunei Nucet se ridică la 3.995 de locuitori, în scădere față de recensământul anterior din 2011, când fuseseră înregistrați 4.057 de locuitori. Majoritatea locuitorilor sunt români (88,41%), cu o minoritate de romi (1,78%), iar pentru 9,81% nu se cunoaște apartenența etnică. Din punct de vedere confesional, majoritatea locuitorilor sunt ortodocși (88,41%), iar pentru 10,01% nu se cunoaște apartenența confesională.

## Politică și administrație
Comuna Nucet este administrată de un primar și un consiliu local compus din 13 consilieri. Primarul, Luisa Marioara Bărboiu[*], de la Partidul Social Democrat, este în funcție din 2008. Începând cu alegerile locale din 2024, consiliul local are următoarea componență pe partide politice:
|  | Partid                    | Consilieri | Componența Consiliului | Componența Consiliului | Componența Consiliului | Componența Consiliului | Componența Consiliului | Componența Consiliului | Componența Consiliului | Componența Consiliului | Componența Consiliului | Componența Consiliului |
|  | ------------------------- | ---------- | ---------------------- | ---------------------- | ---------------------- | ---------------------- | ---------------------- | ---------------------- | ---------------------- | ---------------------- | ---------------------- | ---------------------- |
|  | Partidul Social Democrat  | 10         |                        |                        |                        |                        |                        |                        |                        |                        |                        |                        |
|  | Partidul Național Liberal | 3          |                        |                        |                        |                        |                        |                        |                        |                        |                        |                        |

## Istorie
La începutul lui 1887, comuna purta numele de Cazaci, făcea parte din plasa Dealul-Dâmbovița și era compusă din satele Movila, Nucet, Olari, Cazaci, Brăteștii de Jos, Brăteștii de Sus, Mircea Vodă și Heleșteul Domnesc, cu o populație totală de 2572 de locuitori. În acel an, satul Mircea Vodă s-a separat și a format o comună de sine stătătoare. În comuna Cazaci funcționau două școli mixte (una la Nucet și una la Cazaci), trei mori de apă, o piuă, patru biserici întreținute de enoriași și mănăstirea Nucet, întreținută de stat.
În 1925, Anuarul Socec consemnează comuna în plasa Titu a aceluiași județ, cu satele Brăteștii de Jos, Brăteștii de Sus, Cazaci, Movila și Nucet, cu o populație de 3318 locuitori.
În 1950, comuna a fost transferată la raionul Târgoviște din regiunea Prahova și apoi (după 1952) din regiunea Ploiești. În 1968, comuna a revenit la județul Dâmbovița, în actuala componență și cu actualul nume.

## Monumente istorice
Mănăstirea Nucet a fost ctitorită de Gherghina Pârcălab și soția sa Neaga la sfârșitul secolului al XV-lea. I-au fost aduse transformări în 1746 și în secolul al XIX-lea. Se păstrează ruinele incintei, chiliilor, paraclisului, caselor egumenești și turnului clopotniță. Biserica a fost refăcută în anul 1840; grav avariată de seisme.

## Învățământ
Grupul Școlar Agricol Nucet, una dintre cele mai vechi școli de agricultură din România, a fost înființat în 1901. Fondatorul școlii a fost Spiru Haret. Primul nume sub care a funcționat școala, din anul școlar 1901–1902, era Școala Inferioară de Meserii și Agricultură din Nucet. Durata școlii era de trei ani și prima promoție a absolvit în 1903–1904. În prezent pregătirea liceala se face în profilele: agricultură, industrie alimentară, contabilitate și sportiv (fotbal).

## Personalități născute aici
- Mihai Antonescu (1904 - 1946), om politic
- Rodica Stănoiu (n. 1939), om politic
- Ion Stan (n. 1955), om politic.